# Rhyacophila angelita
Rhyacophila angelita là một loài Trichoptera trong họ Rhyacophilidae. Chúng phân bố ở miền Tân bắc.